# 山東工芸美術学院

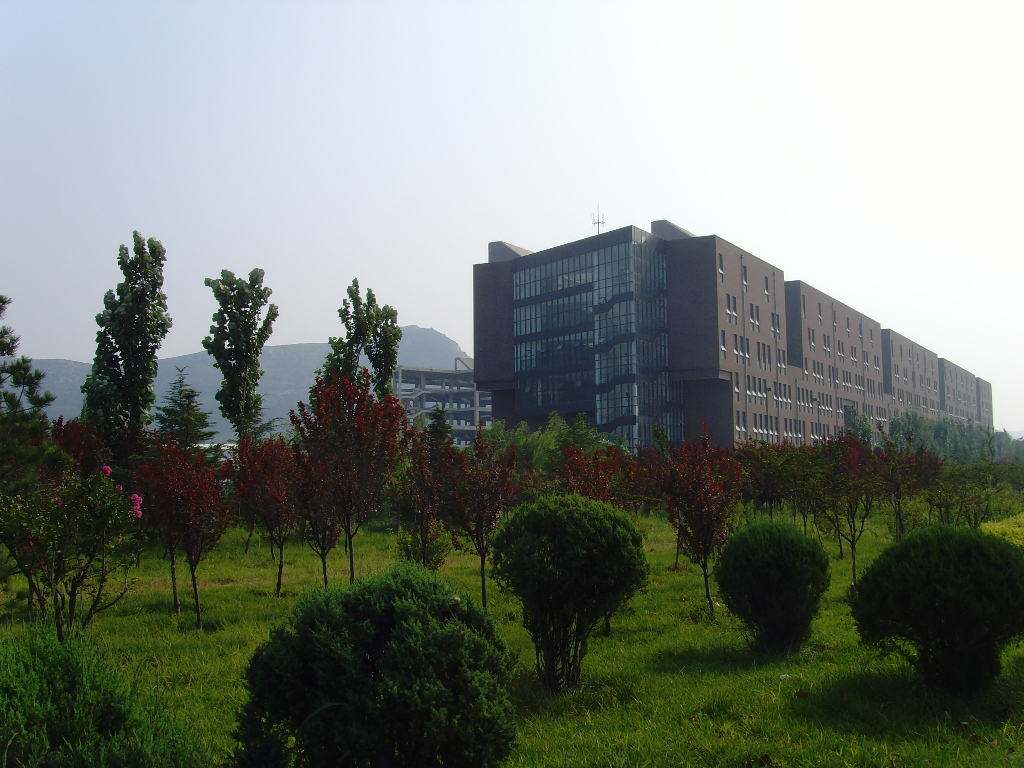
山東工芸美術学院長清キャンパス

山東工芸美術学院は中華人民共和国山東省済南市にある公立美術大学。1973年に創立、２つのキャンパスを持つ。「工芸」を扱う数少ない中国の大学である。

## 参考资料
1. ↑  “山東工芸美術学院 | 中国の主要大学 | SciencePortal China”. spc.jst.go.jp. 2025年4月21日閲覧。
2. ↑  “山東工芸美術学院人文芸術学院（中国） | 研究所紹介”. 神奈川大学日本常民文化研究所. 2025年4月21日閲覧。